# دوکوم‌آجی‌لار (یوسف‌علی)
دوکوم‌آجی‌لار (به ترکی استانبولی: Dokumacılar) یک منطقهٔ مسکونی در ترکیه است که در یوسف‌علی واقع شده‌است. دوکوم‌آجی‌لار ۴۶۷ نفر جمعیت دارد.